# Червоні виноградники в Арлі
«Червоні виноградники в Арлі» — картина нідерландського художника Вінсента ван Гога, написана у 1888 році під час перебування в Арлі. Довгий час необґрунтовано вважалася єдиною проданою за життя художника його роботою.

## Історія створення
Картина написана під час перебування Ван Гога в містечку Арль на півдні Франції. Невеликий період життя там (з лютого 1888 по травень 1889) вважається найпродуктивнішим у творчості художника. До нього приїхав Поль Гоген, і Вінсент мріяв про створення поселення художників, очолити яке повинен був його товариш. Ван Гог надихався навколишніми пейзажами. У листопаді 1888 року він писав своєму брату Тео: «Ах, чому тебе не було з нами в неділю! Ми бачили абсолютно червоний виноградник — червоний, як червоне вино. Здалеку він здавався жовтим, над ним — зелене небо, навколо — фіолетова після дощу земля, подекуди на ній — жовті відблиски заходу». У цьому ж місяці були написані «Червоні виноградники в Арлі», що зображують збір винограду в околицях абатства Монмажур. У Ван Гога цей пейзаж набуває характеру притчі. Люди, що збирають урожай, стають символом життя, представленого художником як важкий щоденний труд.

## Доля твору
Згодом після написання картина була виставлена на восьмій виставці «Групи двадцяти» в Брюсселі та куплена за чотириста франків бельгійською художницею Анною Бош.
Разом зі знаменитим «Нічним кафе» картину придбав російський колекціонер Іван Морозов. Після націоналізації його зібрання експонувалося в Музеї нового західного мистецтва, нині у Музеї образотворчих мистецтв імені О. С. Пушкіна.